# مجموعة دار الشرق الإعلامية
«مجموعة دار الشرق الإعلامية» (Dar Al Sharq Group)» شركة مساهمة قطرية، تأسست في 1986م على يد الشيخ الدكتور خالد بن ثاني ال ثاني، وتم مؤخرا تعيين عبد اللطيف آل محمود رئيسا تنفيذيا للمجموعة.
مقرها الرئيسي في مدينة الدوحة قطر. نشاطها الأساسي توفير الخدمات والمنتجات الإعلامية راقية المضمون عبر إصدار الصحف والمجلات للقراء في بلاد العرب وفي العالم كله. هذا بالإضافة إلى النشاط التجاري العام والدعاية والإعلان والإنتاج والتوزيع والمصنفات الفكرية والعلمية. تضم «مجموعة دار الشرق الإعلامية» العديد من الشركات العاملة في المجال الإعلامي والصحفي (النشر، التوزيع، الإعلان والطباعة).

## التاريخ والتأسيس
في عام 1986، تأسست دار الشرق للطباعة والنشر والتوزيع لتصبح المؤسسة التي تحتضن صناعة الإعلام من جميع جوانبها وقد توسعت تدريجياً لتصبح أشهر وأكبر مؤسسة إعلامية في قطر.

## الشركات التابعة للمجموعة
تضم «مجموعة دار الشرق الإعلامية» العديد من الشركات العاملة في المجال الإعلامي والصحفي (النشر، التوزيع، الإعلان والطباعة) ومن هذه الشركات وأهمها:

### مجموعة دار الشرق الإعلامية
- صحيفة العرب القطرية
- صحيفة الشرق
- جريدة بينينسولا
- صحيفة لوسيل
- «المجموعة القطرية للأعمال التجارية»
- «المجموعة مطابع الورّاق للطباعة والتوزيع»
- «شركة هوية للإعلان والعلاقات العامة»[10][11]

## شراكات
تمتلك «مجموعة دار الشرق الإعلامية» (Dar Al Sharq Group)» عدة شراكات مع مؤسسات الإعلامية عربية ودولية ومن اهمها:
- مجموعة طلال أبو غزالة الدولية [12][13][14][15]
- المجموعة السعودية للابحاث والاعلام
- فضاءات ميديا الرائدة في المجال الإعلامي والمالكة لصحيفة «العربي الجديد» الدولية وشبكة التلفزيون العربي وتلفزيون سوريا، والنسخة الإنجليزية (The New Arab).[10]
- صحيفة آس الإسبانية: حيث اطلقت بالشراكة مع مجموعة دار الشرق القطرية موقعها الإلكتروني باللغة العربية [16][17]

## وصلات خارجية
- الموقع الرسمي لمجموعة دار الشرق
- عن المجموعة